# Luribay (gemeente)
Luribay is een gemeente (municipio) in de Boliviaanse provincie Loayza in het departement La Paz. De gemeente telt naar schatting 12.044 inwoners (2018)). De hoofdplaats is Luribay.